# Prostaglandin

Prostaglandin (PG) là các acid béo không bão hòa ở các mô, có vai trò như một chất trung gian hóa học của quá trình viêm và nhận cảm đau, ngoài ra còn có các tác dụng sinh lý ở các mô riêng biệt.

## Lịch sử
Năm 1935 Von Euler (Thụy Điển) lần đầu tiên phân lập được một hoạt chất từ tinh dịch và đặt tên là prostaglandin, vì cho rằng chất này xuất phát từ tuyến tiền liệt (prostate: tiền liệt, glande: tuyến). Một nghiên cứu độc lập của M. W.Goldblatt cũng cho rằng PG được tiết ra từ tuyến tiền liệt. Sau này, người ta đã tìm được nhiều mô cũng tiết ra PG với chức năng rất đa dạng. Năm 1971, người ta đã chứng minh được tác dụng ức chế tổng hợp PG của các thuốc dạng aspirin. Năm 1982 các nhà sinh hóa Sune Bergström, Bengt I. Samuelsson và John Robert Vane cùng nhau nhận giải thưởng Nobel sinh hóa học và y học cho công trình nghiên cứu về prostaglandin.

## Sinh tổng hợp
PG được sinh tổng hợp ngay tại màng tế bào từ phospholipid (Hình 1)

Hình 1. Sơ đồ sinh tổng hợp prostaglandin

## Phân loại
PG không phải là một chất đơn, mà ngày nay đã biết đến hơn 20 loại PG. Đó là những nhóm các acid béo không bão hoà, dẫn chất của acid prostanoic, gồm 20 nguyên tử cacbon có cấu trúc tương tự nhau nhưng có hoạt tính sinh học khác nhau. Đầu tiên, người ta phân lập được hai loại PG: một loại tan trong môi trường Ether (nên gọi là PGE) và một loại nữa tan trong môi trường phosphat(nên gọi là PGF). Những nhóm PG được tìm thấy sau này, người ta đánh dấu từ A đến I. Về cơ bản, chúng có tên gọi như sau:
- Các PG cổ điển: gồm các loại A, B, C, D, E, F. PGG và PGH khác với các loại trên vì có Oxy ở C15.
- Các prostacyclin: PGI, còn gọi là PGX.

Hình 2. Acid prostanoic

Hình 3. PGE_{2}

Hình 4. PGF_{2}

- Các thromboxan: TXA, TXB.

## Tên gọi
Chữ số ả rập đi theo chữ cái A, B (như PGA1, PGB2) là chỉ số đường nối kép của chuỗi nhánh:
- Loại 1: có 1 đường nối kép ở C13-14.
- Loại 2: có 2 đường nối kép ở C13-14 và C5-6.
- Loại 3: có 3 đường nối kép ở C13-14, C5-6, và C17-18.

Chữ α (PGF2α) có nghĩa là hai nhóm OH ở vị trí 9 và 11 đều ở dưới mặt phẳng của phân tử, còn chữ β chỉ nhóm OH ở C9 nằm trên mặt phẳng.

## Tác dụng sinh lý
Các PG được tổng hợp để dùng ngay tại mô, nồng độ rất thấp chỉ khoảng vài nanogam/gam mô. Chúng có mặt ở khắp nơi trong cơ thể, phạm vi tác dụng sinh lý rất rộng lớn nên còn được gọi là hormon tổ chức.

### Các PG kinh điển
- Một số PG có tác dụng gây viêm và gây đau, đặc biệt là PGE2 được giải phóng do kích thích cơ học, hóa học, nhiệt, vi khuẩn có tác dụng làm giãn mạch, tăng tính thấm thành mạch gây viêm và đau. PGF1 gây đau xuất hiện chậm nhưng kéo dài. PGI1 gây đau xuất hiện nhanh nhưng nhanh hết. PG còn làm tăng cảm thụ của thụ cảm thể với các chất gây đau như bradykinin.
- Trên tiêu hóa: PGE1 làm giảm tiết dịch vị gây ra do histamine hoặc pentagastrin, làm tăng nhu động ruột gây ỉa lỏng. Misoprostol là thuốc có tác dụng giống PGE1 được dùng trong lâm sàng để điều trị bệnh lý dạ dày hành tá tràng. PGE2 gây nôn và rối loạn tiêu hoá.
- Trên thành mạch: PGE và A gây giãn mạch nhỏ, làm đỏ mặt, nhức đầu, hạ huyết áp. PGE1 còn làm tăng tính thấm thành mạch.
- Trên hô hấp: có sự cân bằng sinh lý giữa PGE1 và F2α. Loại F làm co phế quản, còn loại E1 làm giãn, nhất là trên người bệnh hen.
- Trên tử cung: PGF làm tăng co bóp tử cung nhịp nhàng nên có tác dụng thúc đẻ. PGE mạnh hơn F 10 lần. PGE2 và F2α được dùng trong lâm sàng để gây sẩy thai và thúc đẻ.
- PGE1 tác dụng ở vùng đồi thị như một chất gây sốt trung gian.

### Prostacyclin
PGI2, PGX được tổng hợp nhiều trong thành mạch, thời gian bán huỷ chỉ 5 phút, có tác dụng làm giãn mạch và ức chế lắng đọng tiểu cầu.

### Thromboxan
Thromboxan được tạo thành từ endoperoxyd dưới tác dụng của enzym thromboxane-synthase TXA2, được tổng hợp nhiều trong tiểu cầu, phổi, lách, não. Có tác dụng kết dính tiểu cầu mạnh; co cơ trơn thành mạch và phế quản (hen phế quản). Thời gian bán huỷ ngắn, chỉ khoảng 30 giây, sau đó chuyển thành TXB2, bền vững hơn. TXB2 không có tác dụng như TXA2, nó là chất hóa ứng động (chemotaxic). Thromboxan được giải phóng nhiều trong choáng phản vệ, trong các phản ứng dị ứng da bì:Viêm da tiếp xúc, dị ứng xi măng, chàm tiếp xúc...
Các thuốc NSAIDs ức chế cyclo-oxygenase, các thuốc corticoid ức chế phospholipase làm giảm tổng hợp PG nên có tác dụng chống viêm giảm đau; các chất acid antrinilic, mefenamic, flunamic đối kháng với tác dụng của PG.